# Łukasz Adamski (piłkarz)
Łukasz Adamski (ur. 30 kwietnia 1981 w Skwierzynie) – polski piłkarz, grający na pozycji pomocnika, zawodnik Drawy Drawsko Pomorskie. Jest synem Stanisława Adamskiego.

## Kariera
Jego pierwszym juniorskim klubem był Stilon Gorzów. W 1996 roku trenował również w Sokole Pniewy. W 1997 roku wyleciał do Brazylii, gdzie trenował rok w Athletico Paranaense. Jednak w 1998 roku wrócił do Polski i trenował w MSP Szamotuły. Jego pierwszym seniorskim klubem był niemiecki Tasmania 73 Neukölln. W 2000 roku wrócił do Polski i grał w Polonii Warszawa. Rozegrał tam 18 spotkań. W tym samym roku przeniósł się do Błękitnych Stargard Szczeciński. Grał tam rok, rozegrał 16 spotkań i zdobył 2 bramki, jednak PZPN anulował wszystkie mecze Błękitnych. W 2003 roku przeniósł się do GKS-u Bełchatów. Rozegrał tam 15 spotkań. W 2004 roku reprezentował barwy Ruchu Chorzów, gdzie rozegrał tylko 4 spotkania. W 2005 roku podpisał kontrakt z Arką Nowa Sól. W Arce rozegrał 32 spotkania i strzelił 2 bramki. Od 2006 do 2007 roku reprezentował barwy ŁKS-u Łomża. Rozegrał 54 spotkania i 11 razy trafiał do siatki. Z ŁKS-u Łomża przeniósł się do Wisły Płock. Rozegrał tam 8 spotkań. Następnym jego klubem był Tur Turek, gdzie przez rok rozegrał tylko 5 spotkań. Od 2009 roku występował w Zniczu Pruszków. W Zniczu rozegrał 7 spotkań. Od 2010 do 2012 roku reprezentował barwy IV, a potem III ligowego ŁKS-u Łomża. Po czym miał kontuzję. Od 2013 roku gra w klubie Drawa Drawsko Pomorskie.
W Ekstraklasie rozegrał 18 meczów.